# Museum Paulina Bisdom van Vliet
Museum Paulina Bisdom van Vliet, eerder Museum Bisdom van Vliet, is een museum in Haastrecht, in de Nederlandse provincie Zuid-Holland. Het museum bevindt zich in een voormalig woonhuis dat behoort tot de Top 100 van de Rijksdienst voor de Monumentenzorg.

## Gebouw
Het huis is gebouwd in opdracht van de vader van Paulina, Marcellus Bisdom van Vliet, die zelf de voltooiing van het huis nog net voor zijn overlijden in 1877 heeft meegemaakt. Hij heeft er niet zelf meer gewoond; de eerste en de laatste bewoners waren Paulina en haar man Johan Jacob le Fèvre de Montigny.
Het huis werd gebouwd door de Haagse metselaar en stucadoor Theodorus Hooft samen met de Haastrechtse timmerman Cornelis Straver in de periode 1874 tot 1877 als vervanging van het oude huis van Adriaan Bisdom en bestaat uit twee verdiepingen, op de begane grond de woon- en dienstvertrekken en op de eerste verdieping de slaapvertrekken. De begane grond bestaat uit de entreehal, de spreekkamer, de grote salon, de eetkamer, de tuinkamer, de huiskamer, de kleine salon, de gang en het trappenhuis. De eerste verdieping bestaat uit het witte bovenportaal, de bibliotheek, de slaapkamer/kleedkamer, de slaapkamer van Paulina, het bruine bovenportaal, de werkkamer, de kostuumkamer, de zitkamer voor gasten en de balkonkamer.
Aan de westzijde bevindt zich de dienstwoning, aan de oostzijde het koetshuis uit 1879. Tegenover het huis bevindt zich een park met bos, De Overtuin, dat in 1969 door het museum werd geschonken aan de voormalige gemeente Haastrecht en in 2020 werd terug verworven. Het park en huis worden gescheiden door de provinciale weg 228.

## Oprichting van het museum

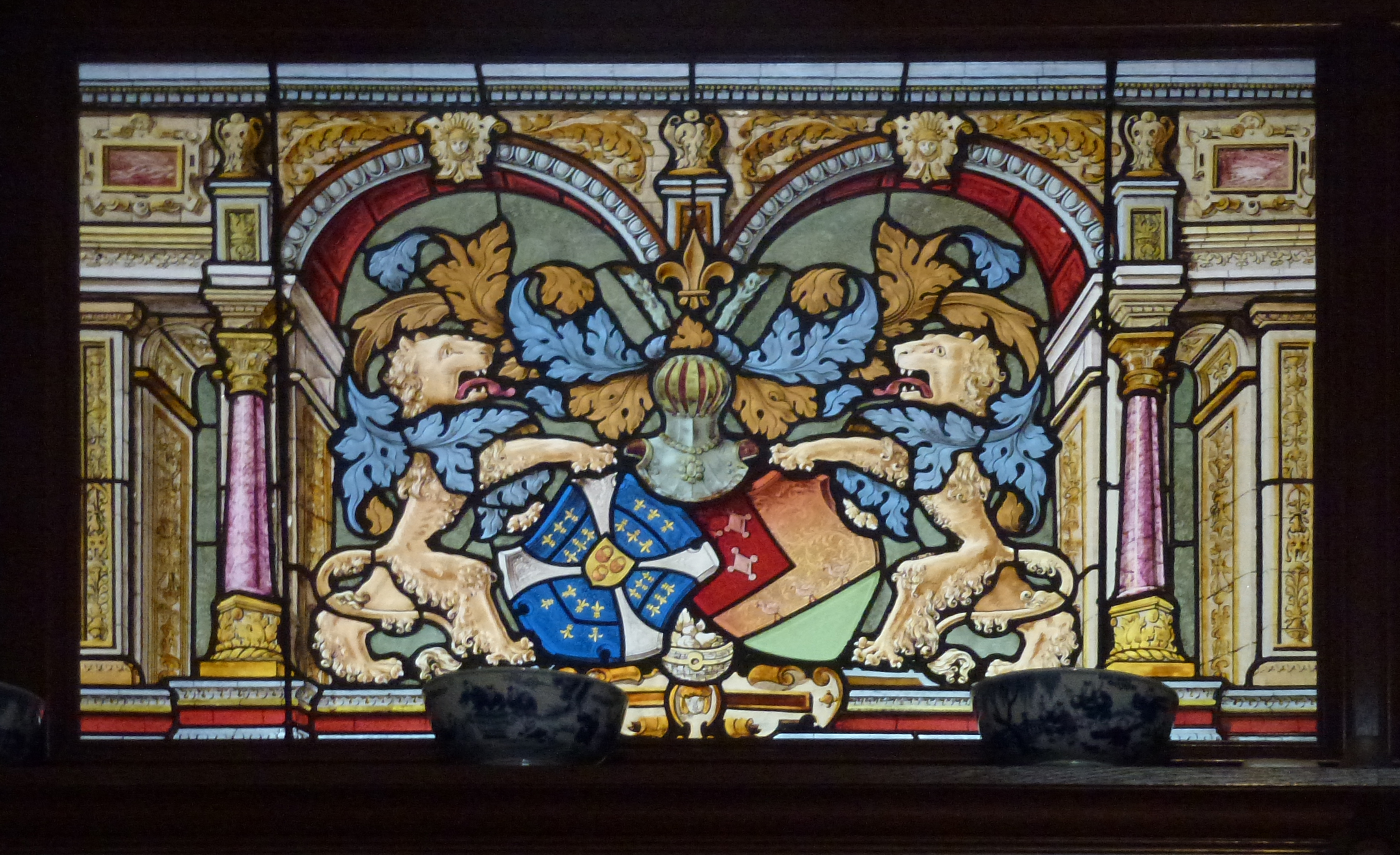
Glas-in-loodraam op de 1e verdieping

Paulina Maria le Fèvre de Montigny - Bisdom van Vliet (1840-1923) bepaalde in haar testament de oprichting van de stichting "Bisdom van Vliet" met onder andere als belangrijke taken:
- het op waardige wijze onderhouden van het graf van haarzelf en haar echtgenoot;
- het in nette en smaakvolle staat onderhouden van het thans door haar bewoonde herenhuis, teneinde hierin in te richten een museum van de inboedel en dit open te stellen voor bezichtiging;
- het in goede en nette staat onderhouden van het door haar gestichte gebouw "Concordia";
- het verlenen van bijdragen voor verpleging en hulp van en aan zieke en ongelukkige kinderen van protestantse ouders die zelf daartoe niet bij machte zijn en woonachtig zijn in de gemeente Haastrecht.

De stichtster van het museum was de in 1840 geboren dochter van de Haastrechtse burgemeester Marcellus Bisdom van Vliet en Maria Elisabeth Knogh. Haar man Johan Jacob le Fèvre de Montigny (1840-1881) volgde zijn schoonvader na diens overlijden op als burgemeester van Haastrecht. Hij overleed op 21 september 1881. Paulina zelf stierf op 1 juni 1923. Ze hadden geen kinderen. Het museum opende voor betalende bezoekers op 13 mei 1924.

### Het geheim van Haastrecht
Bisdom van Vliet liet bij haar overlijden een verzegeld pakket achter, dat pas op 1 juni 2023, 100 jaar na haar dood, mocht worden geopend. Wat erin zat was onbekend. Dit pakket werd in de publiciteit door het museum 'Het geheim van Haastrecht' genoemd. Nadat het pakket was geopend, werd op 8 september 2023 de inhoud bekendgemaakt. Er bleek een dagboek in te zitten, waarin Bisdom van Vliet haar verwerking van de dood van haar man in 1881 beschrijft. Op 8 september werd ook een beeld van Paulina Bisdom van Vliet en haar hondje Nora onthuld. Het is gemaakt door kunstenaar Dick Aerts. Het beeld is geplaatst in het koetshuis, waar het samen met enkele uitgeprinte bladzijden uit het dagboek is te zien.

## Collectie
Het museum herbergt bezittingen die de familie heeft opgebouwd sinds 1685, toen Adriaan Bisdom zich - als notaris - in Haastrecht vestigde. Hij kocht in 1698 een huis, dat op de plaats stond van het huidige museum. De inrichting van het museum stamt overigens grotendeels uit de tweede helft van de negentiende eeuw.
De collectie die wordt tentoongesteld, bestaat uit aardewerk en Chinees en Japans porselein, antieke meubelen en klokken, zilverwerk en kristal, familieportretten en familiewapens. Bijzonder zijn de kostuums die in de kostuumkamer worden tentoongesteld.

## Afbeeldingen

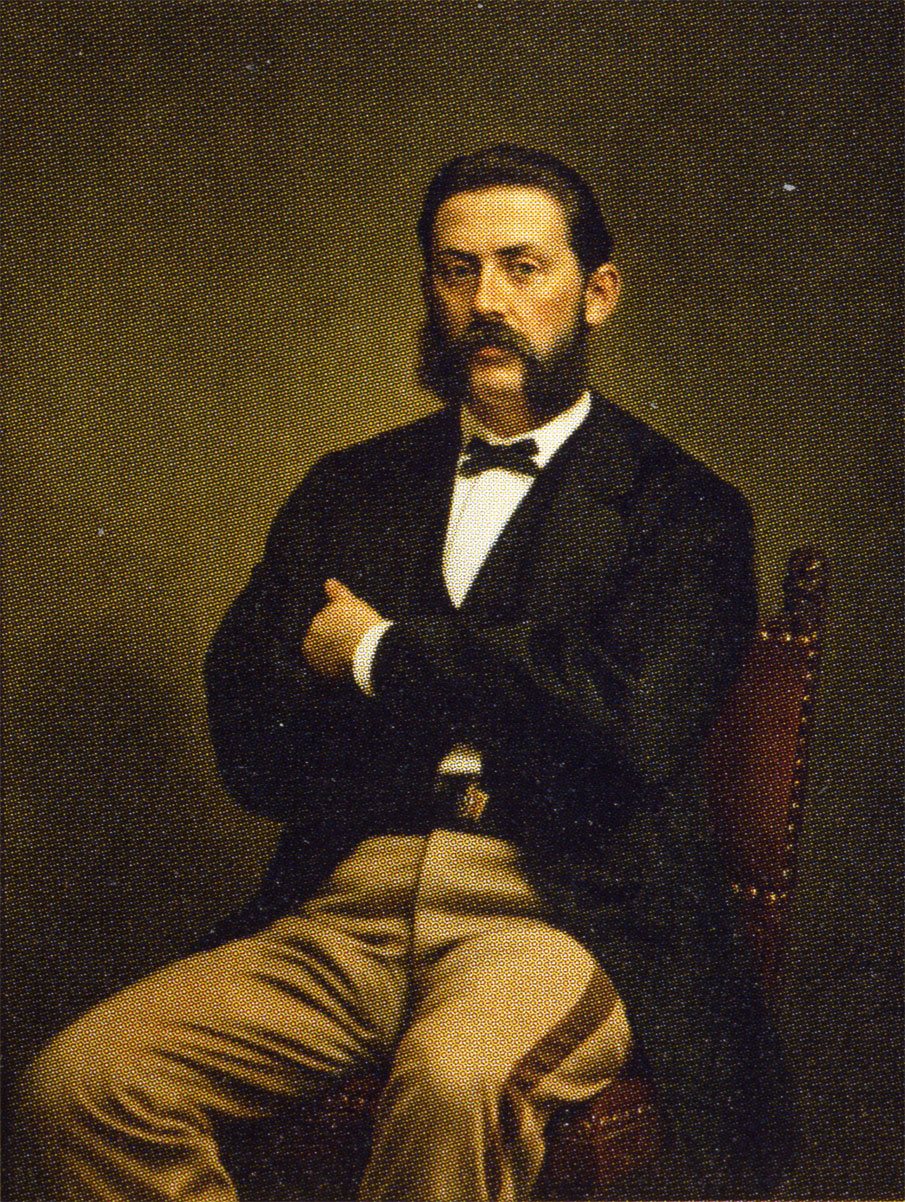
Johan Jacob le Fèvre de Montigny
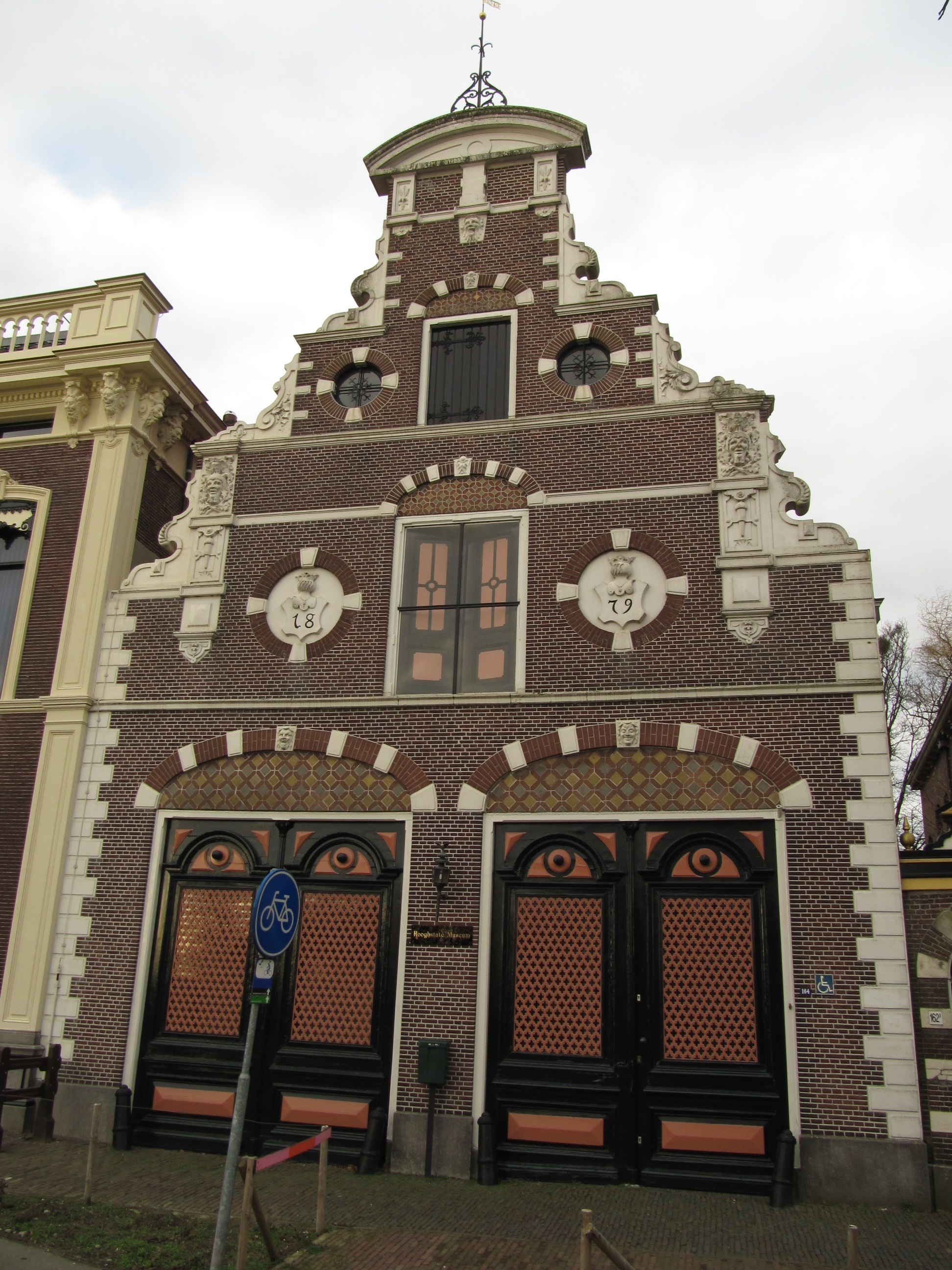
Koetshuis
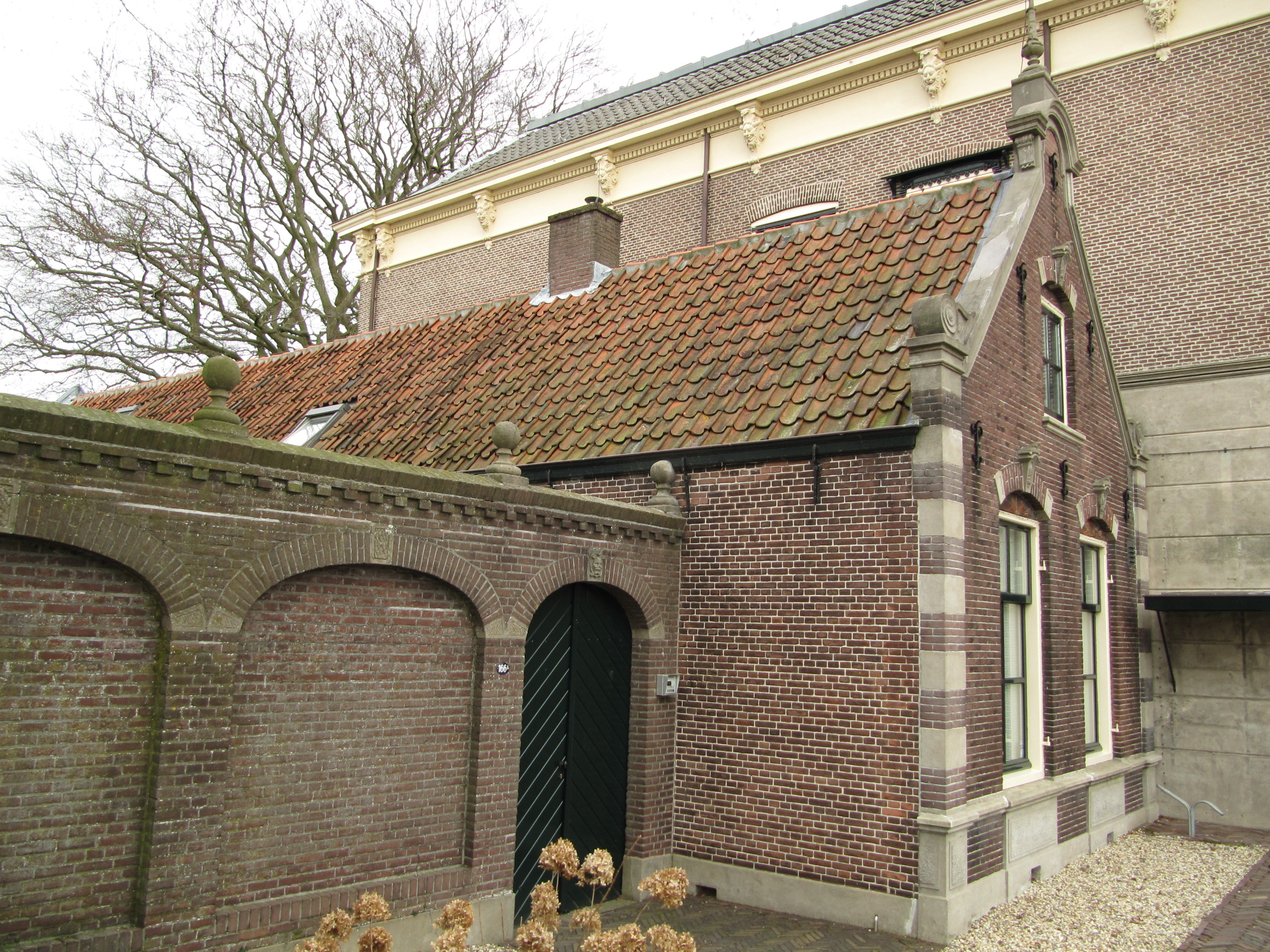
Dienstwoning
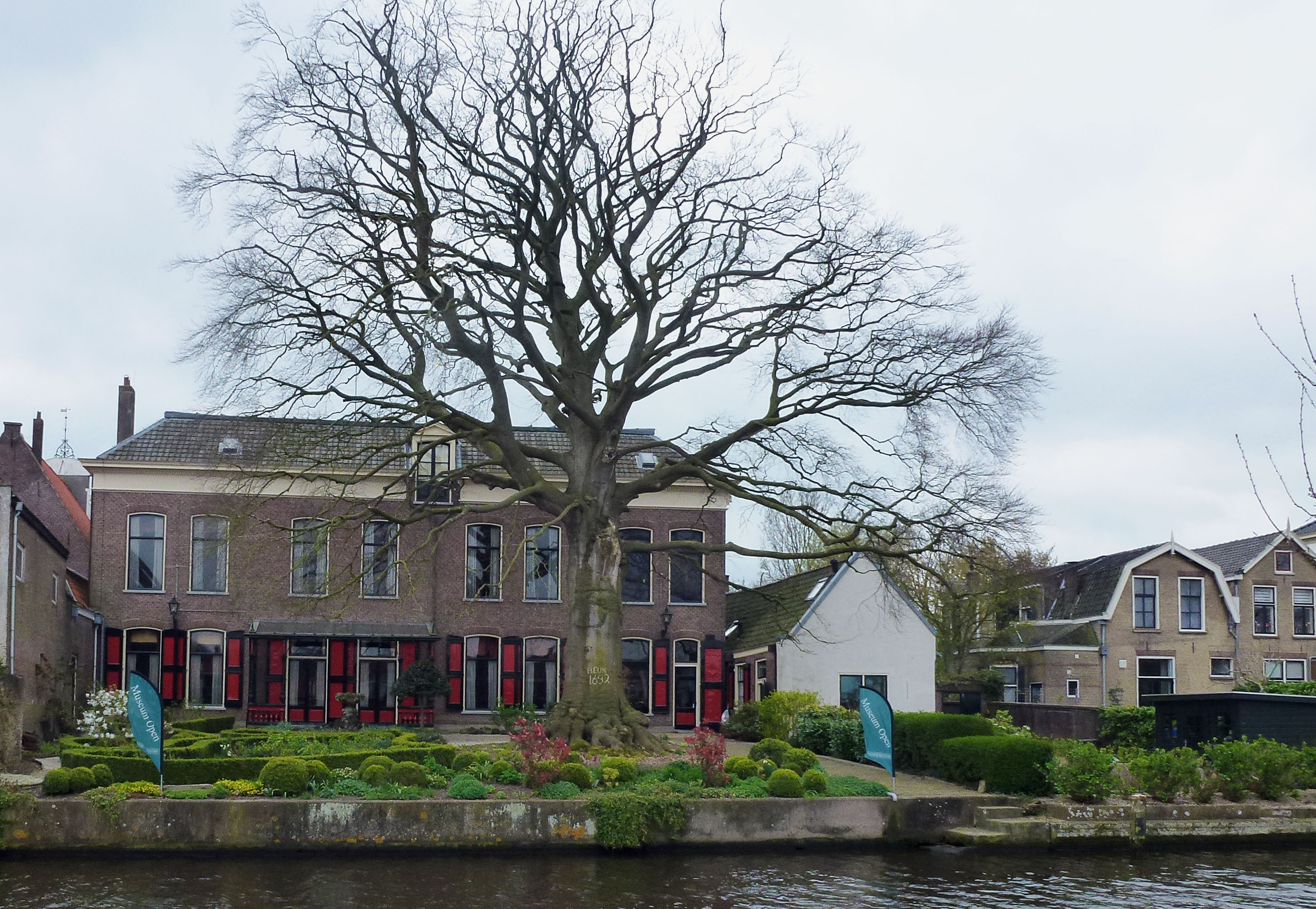
Achtertuin met beukeboom uit 1692
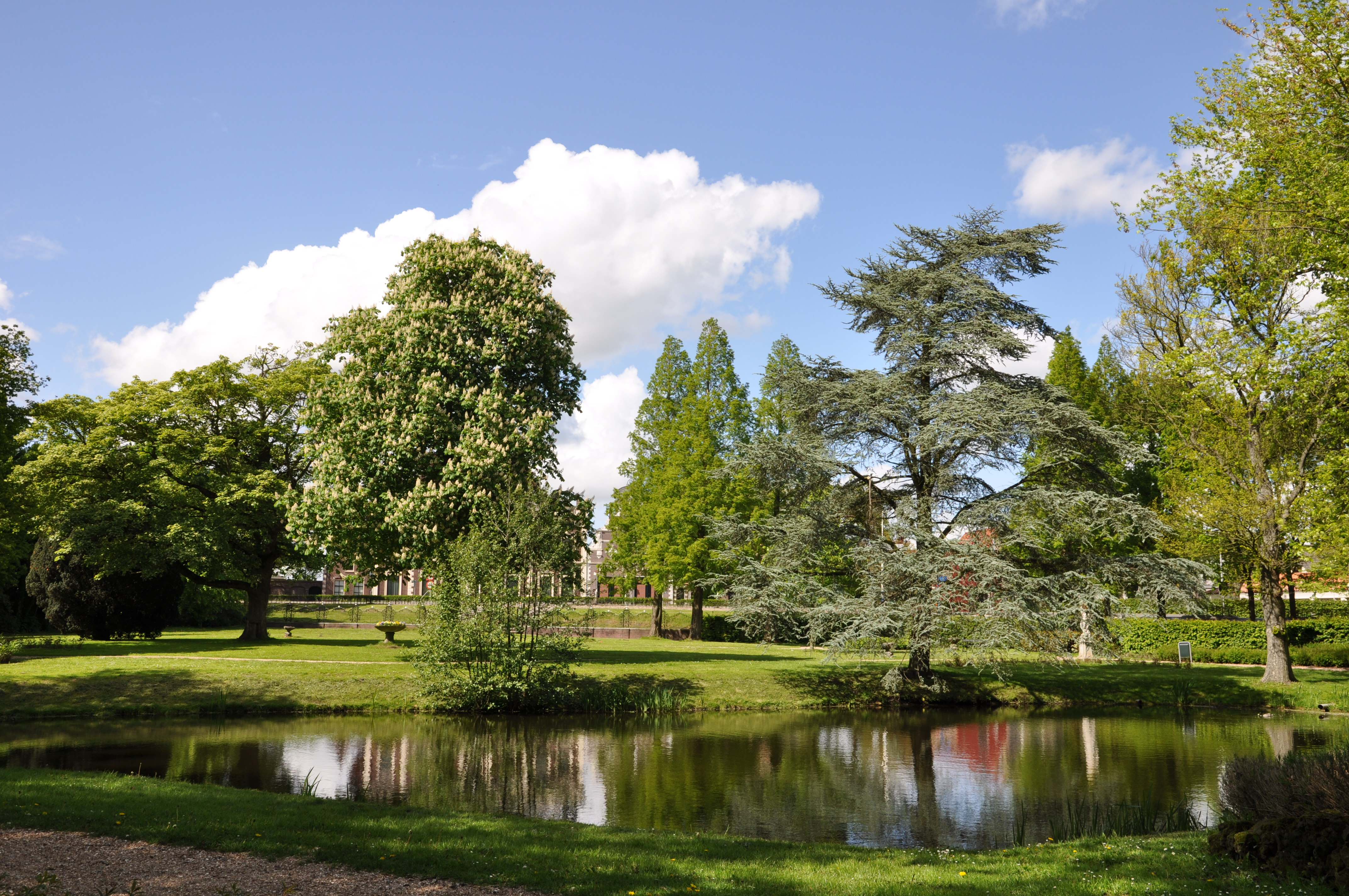
De Overtuin
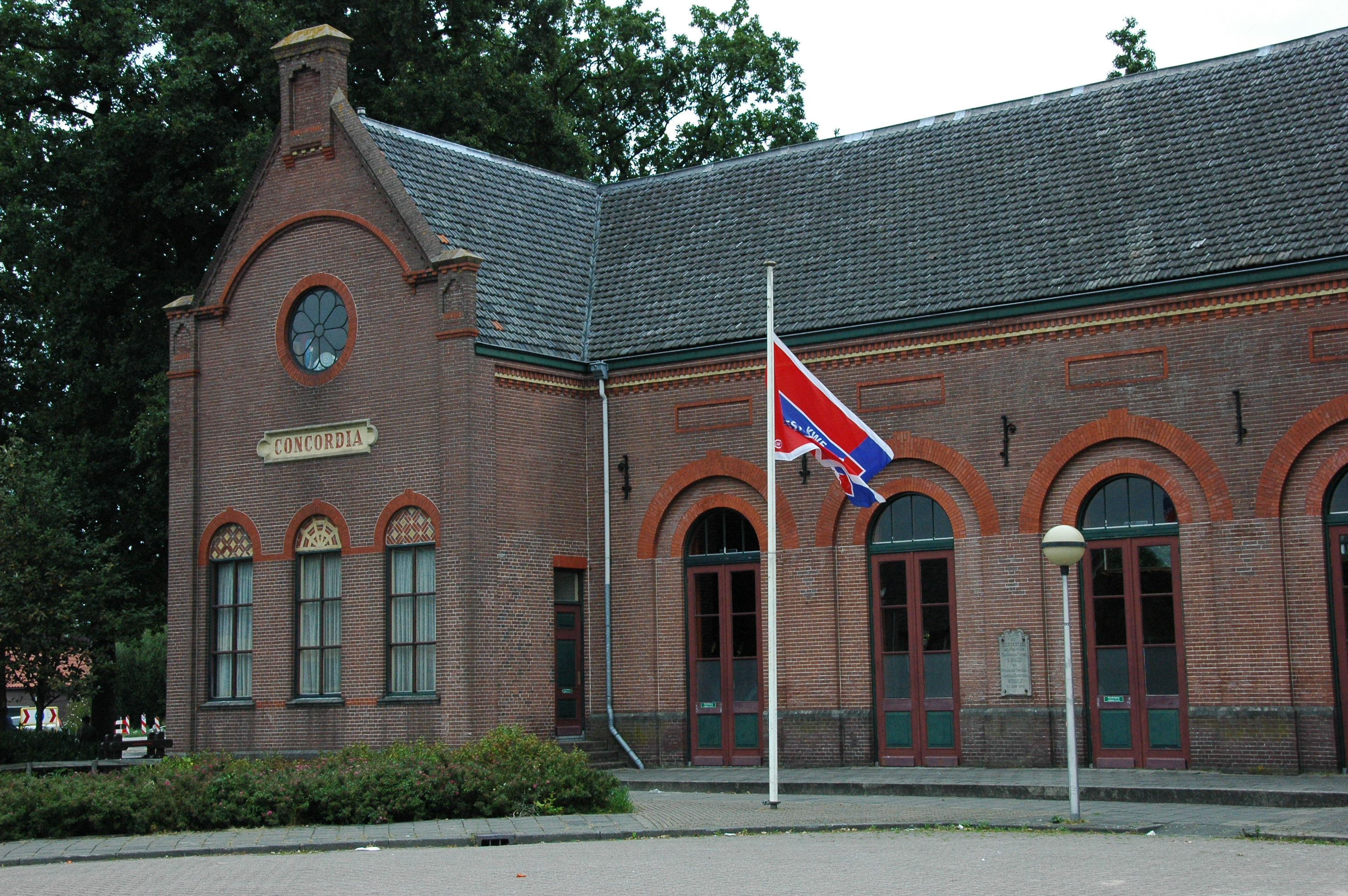
Concordia, geschonken door Paulina le Fèvre de Montigny - Bisdom van Vliet

## De overtuin
De Overtuin is het park dat vroeger tot het bezit van de familie Bisdom van Vliet hoorde. Het park wordt omgeven door een smeedijzeren hek en bestaat uit een open voorgedeelte met water en een achtergedeelte met bos en wandelpaden. In het bos bevindt zich een grafmonument waar de echtelieden le Fèvre de Montigny - Bisdom van Vliet begraven liggen, evenals Paulina's hond Nora. Rond 1980 werd het park uitgebreid met een extra bosgedeelte.

## Het Koetshuis

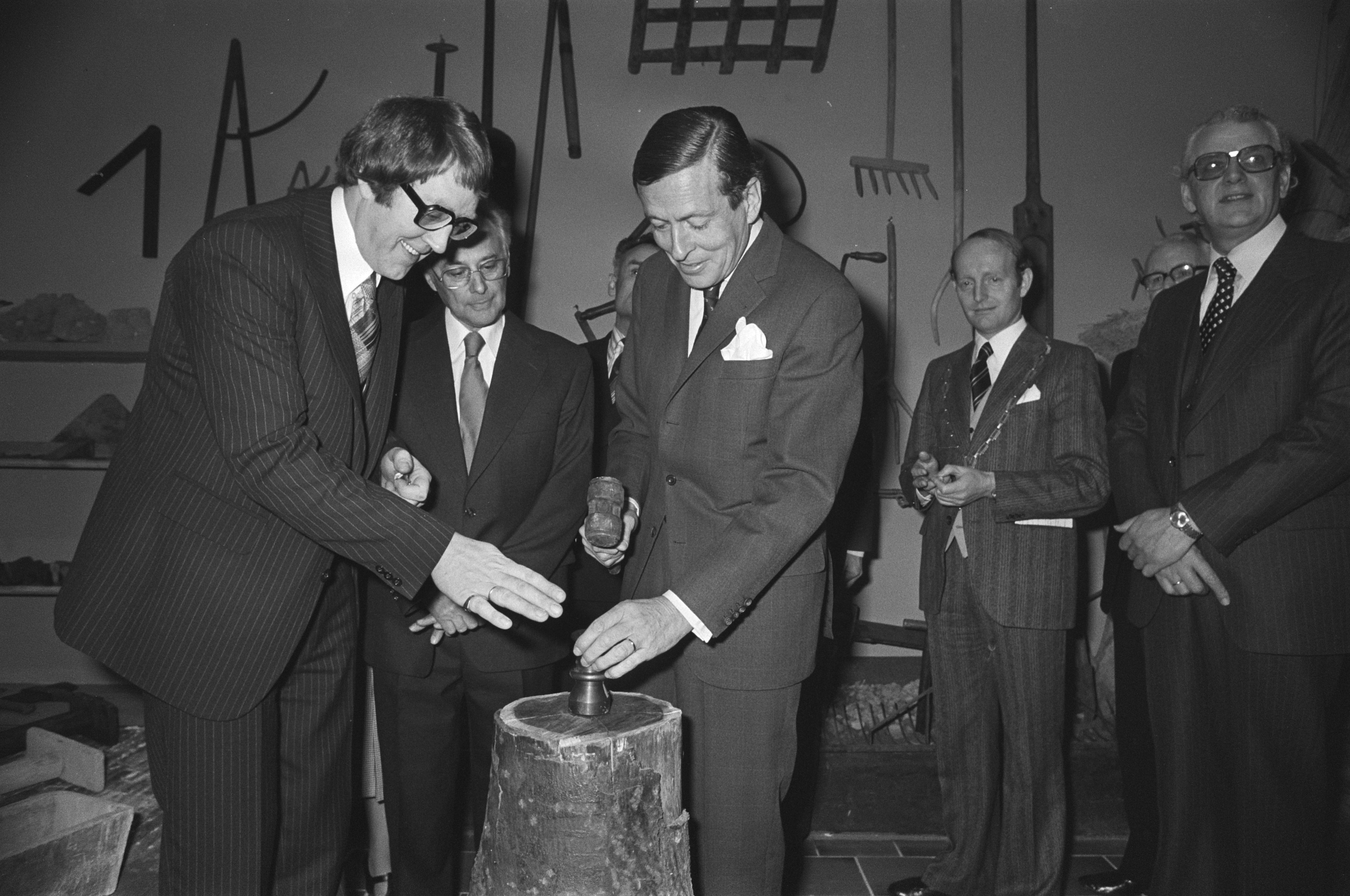
Opening van het Ambachtsmuseum door prins Claus. Links voor, de conservator van het museum de heer Gerard Verborg.

Van 1977 tot 1998 was in het Koetshuis Ambachtsmuseum Verborg (Nationaal Ambachtsmuseum Verborg) gevestigd. De collectie bestond uit een gedeelte van de meer dan 3.000 stuks historische, ambachtelijke gereedschappen uit de verzameling van Gerard Verborg. Zijn verzameling was in de loop der tijd zo uitgebreid geworden, dat hij op zoek ging naar een expositieruimte. De Haastrechtse Kring bood toen het Koetshuis aan. De officiële opening werd verricht door prins Claus. Verborg werd conservator. Naast de gereedschappen was er veel informatie te zien over oude ambachten zoals pijpenmaker, leidekker en timmerman. In 1998 sloot het museum zijn deuren, als reden werd het teruggelopen aantal bezoekers genoemd. Eind 2019 werd het Koetshuis door Stichting Bisdom van Vliet verworven om het weer bij het woonhuis te betrekken. Tijdens de restauratie van Museum Paulina Bisdom van Vliet (2020-2021), was de expositie Kom kijken in het Koetshuis te bezichtigen. Thema's zijn onder andere, de vorderingen van de restauratie van het woonhuismuseum, de verborgen collectie en de geschiedenis van het Koetshuis.

## Anekdote
Er bestaat een anekdote dat Paulina Bisdom van Vliet het niet kon verdragen vanaf het balkon van haar huis de rooms-katholieke kerk te kunnen zien. Daarom zou ze het dorp Haastrecht een gemeenschapshuis hebben geschonken. Door de bouw van dit gemeenschapshuis "Concordia" zou de kerk niet meer te zien zijn vanaf haar huis. Het waarheidsgehalte van deze anekdote wordt daarom sterk betwijfeld. Het gemeenschapscentrum was van meet af aan bedoeld voor alle Haastrechtse verenigingen met zowel protestantse als katholieke leden. Bovendien staat Concordia niet tussen het museum en de kerk. Volgens de beheerder van het museum, Marco Bakker, zijn deze en andere anekdotische verhalen nooit bewezen. Ze vinden hun oorsprong, aldus Bakker, aan het anekdotische boekje 'Reisdagboek uit de Krimpenerwaard' van Nico Rost, uit 1954.